# Маґдалена Форсберґ
Маґдалена (Магда) Форсберґ (швед. Magdalena Forsberg, при народженні Валлін (швед. Wallin), 25 липня 1967) — шведська біатлоністка та лижниця, шестиразова володарка Великого кришталевого глобуса Кубка світу з біатлону. 
Маґдалена Форсберґ домінувала в жіночому біатлоні в кінці 90-х на початку 2000-х. З 42 перемогами на етапах Кубка світу, вона вважається найкращою біатлоністкою всіх часів. Форсберґ шість разів поспіль вигравала Кубок світу в загальному заліку й шість разів завойовувала золоті медалі чемпіонки світу. Ось тільки на Олімпійських іграх її здобутки відносно скромні. Вона ніколи не була олімпійською чемпіонкою, хоча двічі виборювала бронзові нагороди. 
Крім біатлону в активі спортсменки бронзові медалі чемпіонату світу з лижного спорту в естафетній гонці. 
Форсберґ завершила спортивну кар'єру в 2002 році.
Вона єдина у Швеції спортсменка, що вигравала приз вибору народу (Radiosportens Jerringpris) чотири рази.